# Sarah Miles
Sarah Miles (ur. 31 grudnia 1941 w Ingatestone) – angielska aktorka teatralna i filmowa.
Prywatnie żona nagrodzonego Oscarem scenarzysty i dramaturga Roberta Bolta.
Zasiadała w jury konkursu głównego na 38. MFF w Cannes (1985).

## Filmografia
- 1963: Służący (The Servant) jako Vera
- 1965: Ci wspaniali mężczyźni w swych latających maszynach jako Patricia Rawnsley
- 1966: Powiększenie (Blowup) jako Patricia
- 1970: Córka Ryana (Ryan's Daughter) jako Rosy Ryan
- 1973: Najemnik (The Hireling) jako lady Franklin
- 1974: Wielkie nadzieje (Great Expectations) jako Estella
- 1976: Żeglarz, który utracił łaski morza (The Sailor Who Fell from Grace with the Sea) jako Anne Osborne
- 1978: Wielki sen (The Big Sleep) jako Charlotte Sternwood
- 1981: Jad (Venom) jako dr Stowe
- 1987: Nadzieja i chwała (Hope and Glory) jako Grace Rohan
- 1987: Biała intryga (White Mischief) jako Alice de Janzé
- 1992: Dotknięcie ręki (The Silent Touch) jako Helena
- 2004: Poirot (serial telewizyjny): Niedziela na wsi jako lady Angkatell